# Dalmatie
Pour l'ancienne province, voir Dalmatie (thème).
 (août 2011).
Si vous disposez d'ouvrages ou d'articles de référence ou si vous connaissez des sites web de qualité traitant du thème abordé ici, merci de compléter l'article en donnant les références utiles à sa vérifiabilité et en les liant à la section « Notes et références ».

Armes de la Dalmatie.

La Dalmatie (en croate : Dalmacija ; en italien : Dalmazia ; en latin : Dalmatia) est une région historique littorale d'Europe du Sud-Est, le long de la mer Adriatique, aujourd'hui partagée entre la Croatie qui en possède la plus grande part, le Monténégro et l'Herzégovine.

## Géographie

Territoire du royaume de Dalmatie qui existait au sein de l'Autriche-Hongrie jusqu'en 1918, représenté dans les frontières actuelles.

La Dalmatie s'étire sur 350 km sur la côte est de la mer Adriatique sur environ 60 km de large, et couvre 12 100 km2 pour 897 000 habitants (2001). Elle est traversée par les Alpes dinariques et comporte en outre de nombreuses îles, de l'île de Pag, au nord-ouest, jusqu'à Dubrovnik et à la baie de Kotor (Monténégro) au sud-est. Dubrovnik et l'ancien territoire de la république de Raguse ne faisaient pas partie de la Dalmatie historique qui était vénitienne, mais sont aujourd'hui considérés comme inclus dans la Dalmatie géographique.
L'historien Danijel Dzino définit la Dalmatie comme un espace compris entre la rivière Sava (ou la rivière Drava) et la mer Adriatique.
La Dalmatie s'étend sur tout ou partie de quatre comitats croates : ceux de Zadar, de Šibenik-Knin, de Split et de Dubrovnik-Neretva.

## Étymologie et linguistique
Le nom de Dalmatie provient de la tribu antique des Dalmates, apparentée aux Illyriens et aux Pannoniens, dont la cité principale était la ville de Delminium, à proximité de l'actuelle ville de Tomislavgrad, en Bosnie-Herzégovine. Toutefois, l'étymologie du nom est toujours discutée. Selon l'opinion des linguistes albanais protochronistes, « Dalmatie » viendrait d'un mot illyrien que l'on retrouverait aujourd'hui dans l'albanais delmë, signifiant « mouton », à supposer que l'albanais soit effectivement issu des dialectes illyriens. D'autres linguistes affirment que la romanisation des Illyriens, pendant la domination romaine (qui dure ici près de mille ans, de -219 jusqu'au VIIe siècle en comptant l'Empire romain d'Orient), a abouti à l'apparition du dalmate, une langue romane aujourd'hui disparue, tandis que l'albanais, lui, proviendrait du substrat thraco-dace, non romanisé et non illyrien, des langues paléo-balkaniques.
Le dalmate comprenait plusieurs dialectes. Le dialecte ragusain de la région de Dubrovnik (anciennement Raguse, qui après avoir été vassale de Byzance, de Venise et du royaume de Hongrie, devint indépendante au XVe siècle), a cessé d'être parlé au XVe siècle, la ville passant à l'italien vénitien, et la région au croate ; le dialecte végliote est celui qui a survécu le plus longtemps : il était encore parlé dans l'île de Veglia, aujourd'hui Krk au XIXe siècle et a disparu le 10 juin 1898, à la mort de Tuone Udaina, dernier locuteur du dalmate. L'arrivée des Slaves à partir du VIe siècle a fait, petit à petit et par assimilation, décliner la langue romane dalmate, et l'adjectif « dalmate » peut aujourd'hui désigner, dans le langage courant, le serbo-croate (langue slave) parlé sur les rives de la mer Adriatique.

## Histoire

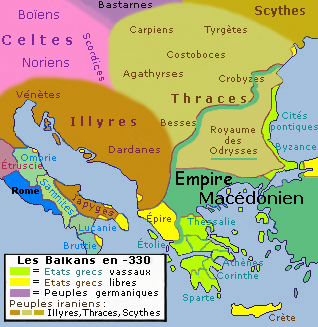
Balkans vers -330.
Illyrie et Dioclée vers 50.
La Dalmatie dans l'Empire romain, vers 125.
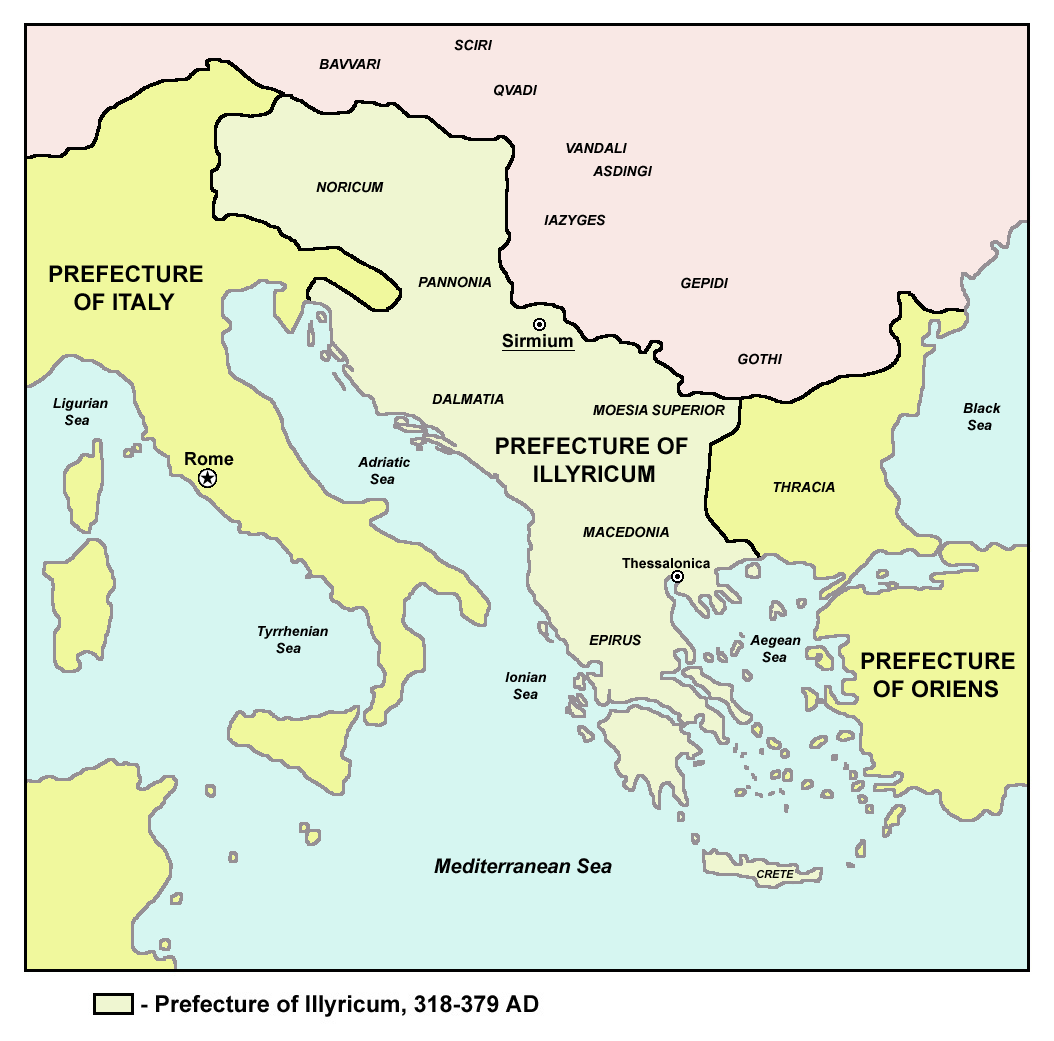
Préfecture du prétoire d'Illyricum, 318-379.
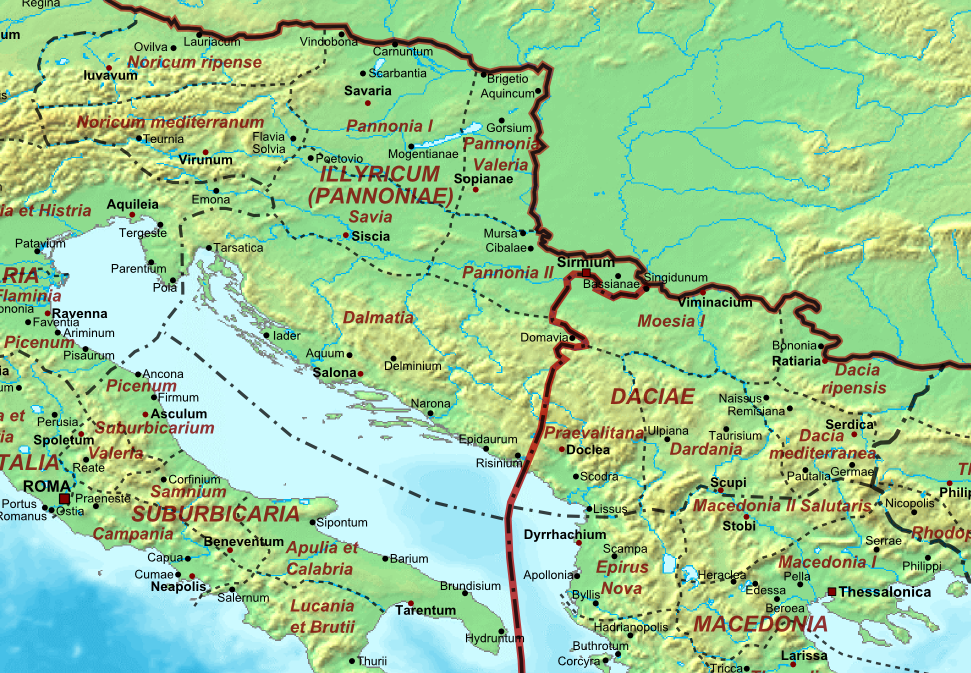
Illyricum et Dacie aurélienne vers 400.
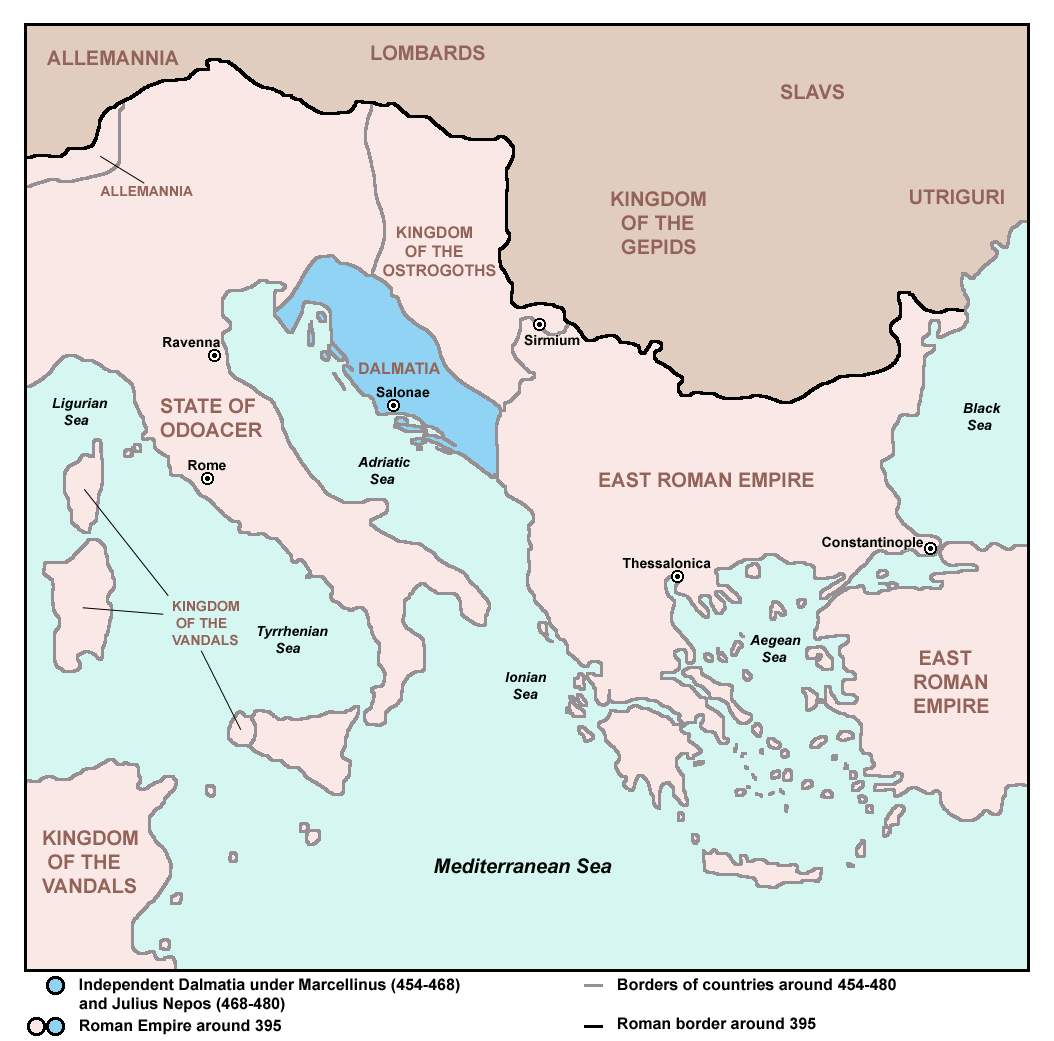
Dalmatie vers 450-480.
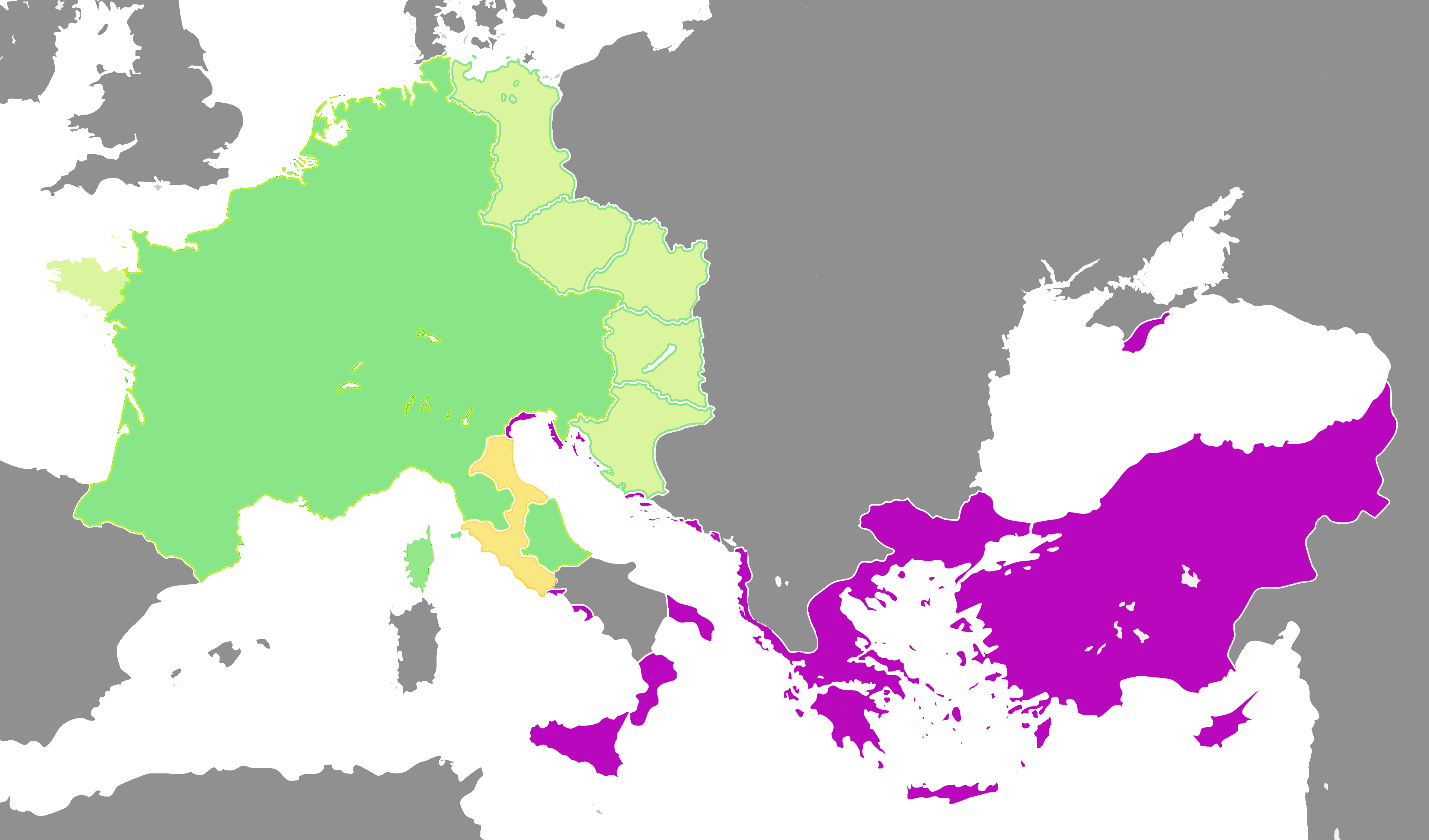
La Dalmatie à la limite des empires carolingien (vert) et byzantin (pourpre) en 814.
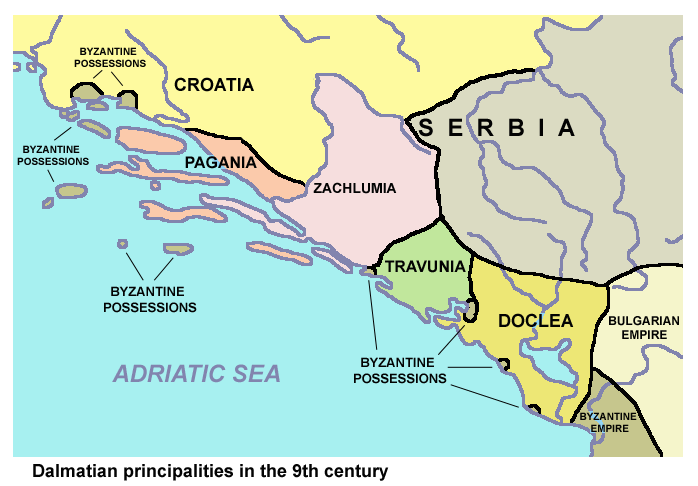
Les Sklavinies vers 840.
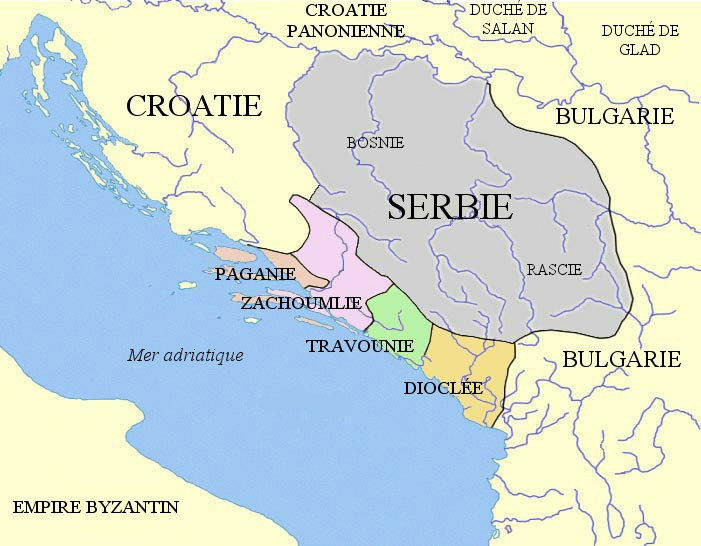
Les Balkans vers 850.
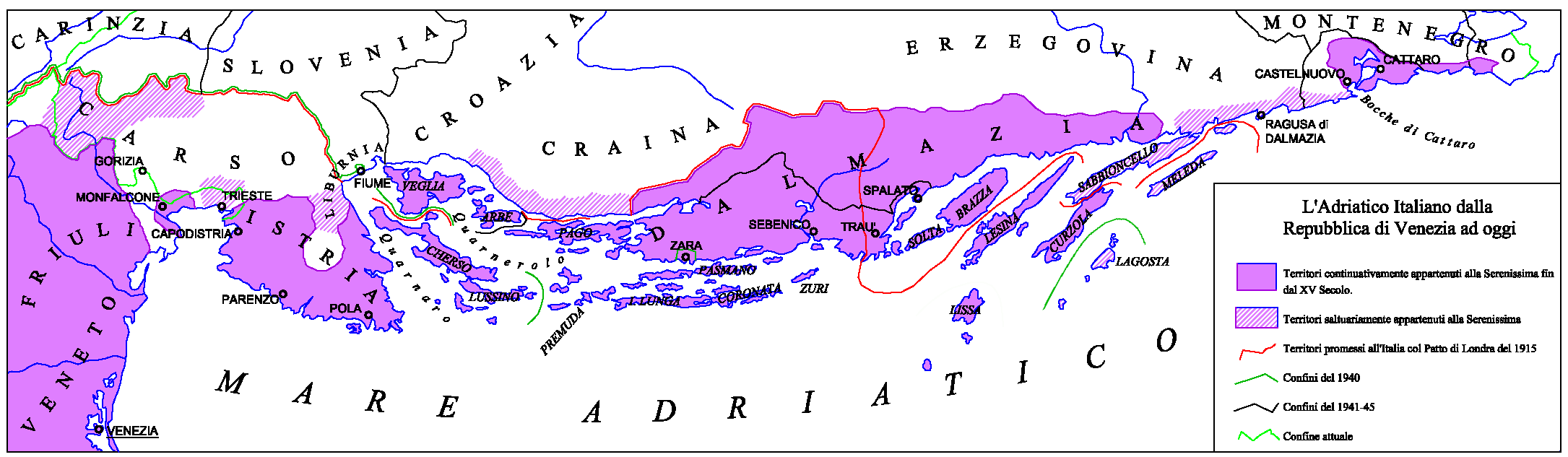
La présence vénitienne en Dalmatie.
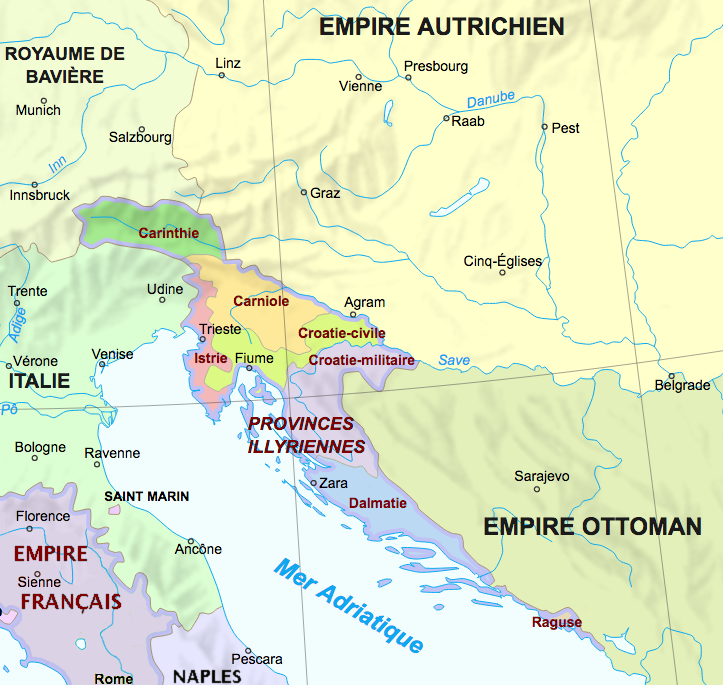
Les provinces illyriennes françaises en 1813.

### Antiquité

#### Royaumes illyriens et dalmates
Au VIe siècle av. J.-C., les Grecs fondent des colonies en Illyrie, dont la Dalmatie faisait alors partie. La plus lointaine d'entre elles était Apsoris sur l'île de Chersos, dans le golfe Flanatique près de l'Istrie.
En -229 et -228, la flotte romaine combat les pirates illyriens qui s’abritent dans les multiples îles de cette région, et à partir de -219, les Romains prennent le contrôle de la côte dalmate pour garantir leur sécurité en mer Adriatique.
En -168, le consul romain Paul Émile le Macédonien bat le royaume de Macédoine et ses alliés les rois Illyriens. Les Romains prennent le contrôle de la Dalmatie, pour s’assurer une route terrestre permanente vers la Macédoine et la Grèce. En revanche, ils n’allèrent pas très profondément dans le territoire illyrien, et Jules César, proconsul des Gaules et de l’Illyrie à partir de -58, dirige ses légions vers la Gaule.

#### Période romaine
Entre -13 et -9, les Romains commandés par Tibère font la conquête de l'Illyrie jusqu'au Danube. Tibère doit intervenir à nouveau entre les années 6 et 9 pour réduire une révolte des Illyriens au cours d’une guerre difficile, engageant pas moins de 15 légions et autant d’auxiliaires, soit un effectif considérable compris entre 150 000 et 180 000 soldats. Après sa victoire, l’Illyrie est divisée en deux provinces : la Dalmatie et la Pannonie.
En raison de la présence de deux légions, l'ancienne province sénatoriale de Dalmatie est réorganisée en l’an 10 en une province impériale, avec comme capitale Salonae (Salone, aux importants vestiges archéologiques romains : puissants remparts, thermes, basilique). D'autres villes romaines furent prospères : Tarsatica (Trsat, au sud de Rijeka), Iader (Zadar, où sont encore visibles les vestiges du forum romain), Narona, Burnum. Les mines d’or et d’argent contribuent à la prospérité de la Dalmatie.
Même après le départ des légions vers les provinces frontalières du Danube, Pannonie et Mésie, la Dalmatie conserva son statut de province impériale confiée à un ancien consul. Par exemple, Lucius Plotius Pegasus est gouverneur de la province sous Vespasien. La Dalmatie conserve une garnison auxiliaire qui renforcée durant le règne de Marc Aurèle. Celle-ci semble avoir été touchée à cette époque par des phénomènes de brigandages. Didius Julianus, futur empereur et alors gouverneur, aurait mené des opérations contre les brigands vers 175–178. Son importance stratégique s'était aussi réaffirmée puisque les Barbares avaient traversé les provinces frontières pour parvenir en Italie. À partir du IIe siècle, l'urbanisation, la romanisation puis la christianisation des Illyres progressent, et la région devient une place importante de l'empire, constituant, avec la Rhétie et le Norique la liaison incontournable entre l'Italie et les frontières danubiennes.
Durant le IIIe siècle, la Dalmatie semble être le cœur de l'Illyricum, ensemble s'étendant du Danube aux mers Adriatique, Ionienne, Égée et Noire, et concentrant d'importantes armées. De nombreux officiers originaires de ces régions jouèrent un rôle important dans la défense de l'empire lors de la crise du IIIe siècle : l'importance politique de la Dalmatie grandissait. Sont originaires de Dalmatie l’empereur romain Carus (282-283), né à Narona selon certains auteurs, ses fils et successeurs Carin (283-285) et Numérien (283-284), et l’illustre Dioclétien, empereur de 284 à 305. Dioclétien se fit construire près de Salone un vaste palais fortifié sur la côte Dalmate, où il se retira en 305 après son abdication. Ce palais fut à l'origine de la ville de Split. Jérôme de Stridon, traducteur de la Vulgate, était également d'origine dalmate.
Le remodelage des provinces sous la tétrarchie conserva la Dalmatie en une seule province. Son contrôle est fréquemment disputé entre les empereurs régnant sur les parties occidentale et orientale de l’Empire Romain. Lors de l’ultime division de l’Empire romain en 395, la Dalmatie est rattachée à l’Empire romain d'Occident.
Lors des invasions germaniques du IVe siècle, la Dalmatie devient le refuge de ce qui reste de l’armée romaine d’Illyrie et le dernier lien terrestre entre l’empire d’Occident et l’Empire romain d’Orient. Elle voit le passage des candidats à l’empire d’Occident soutenus par Constantinople (Valentinien III, Anthémius, Julius Nepos), avant d'être annexée par Odoacre, vainqueur du comte Ovida en 481–482. Vers 490, la Dalmatie passe sous la domination des Ostrogoths.

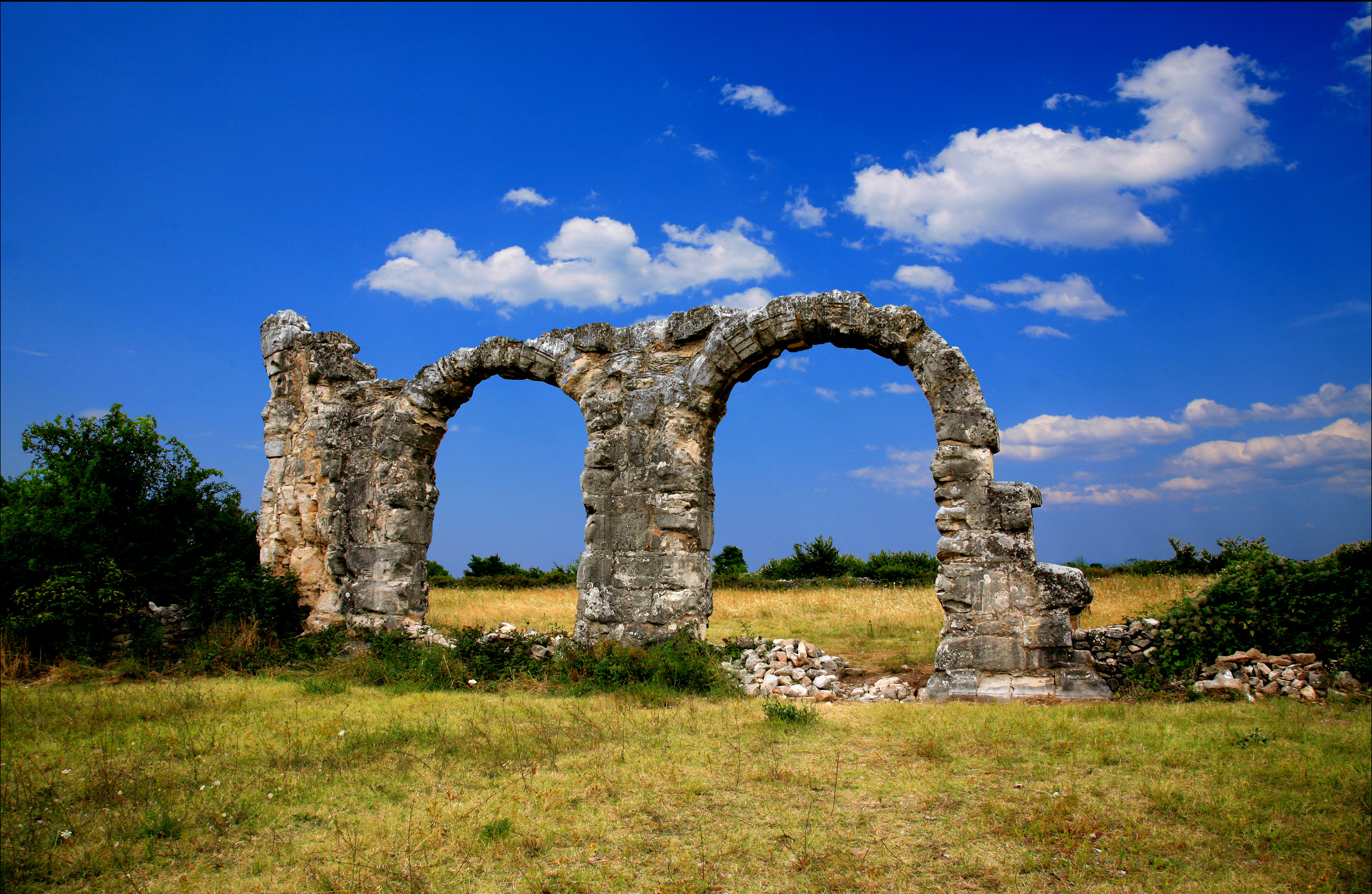
Burnum
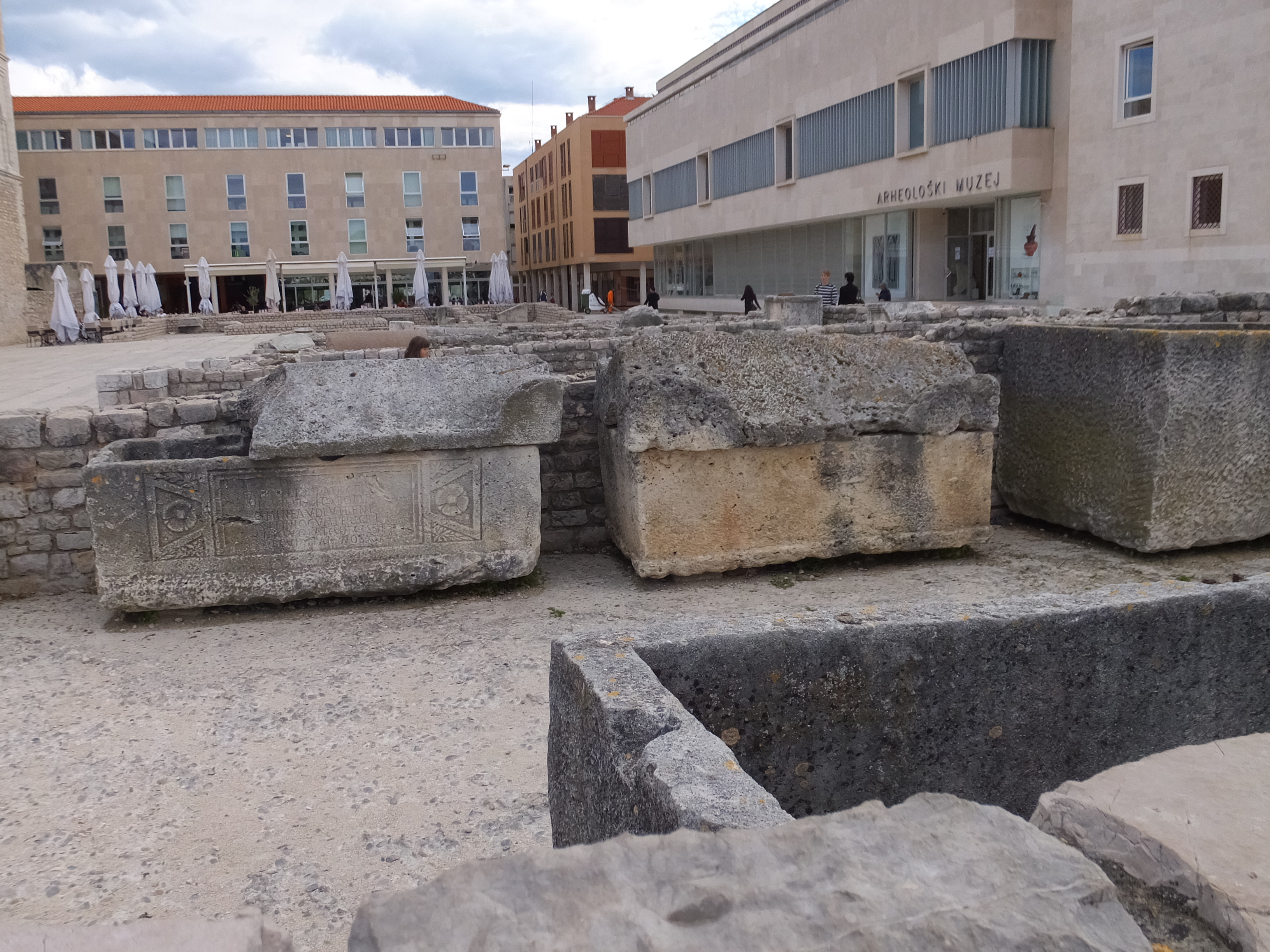
Musée archéologique de Zadar
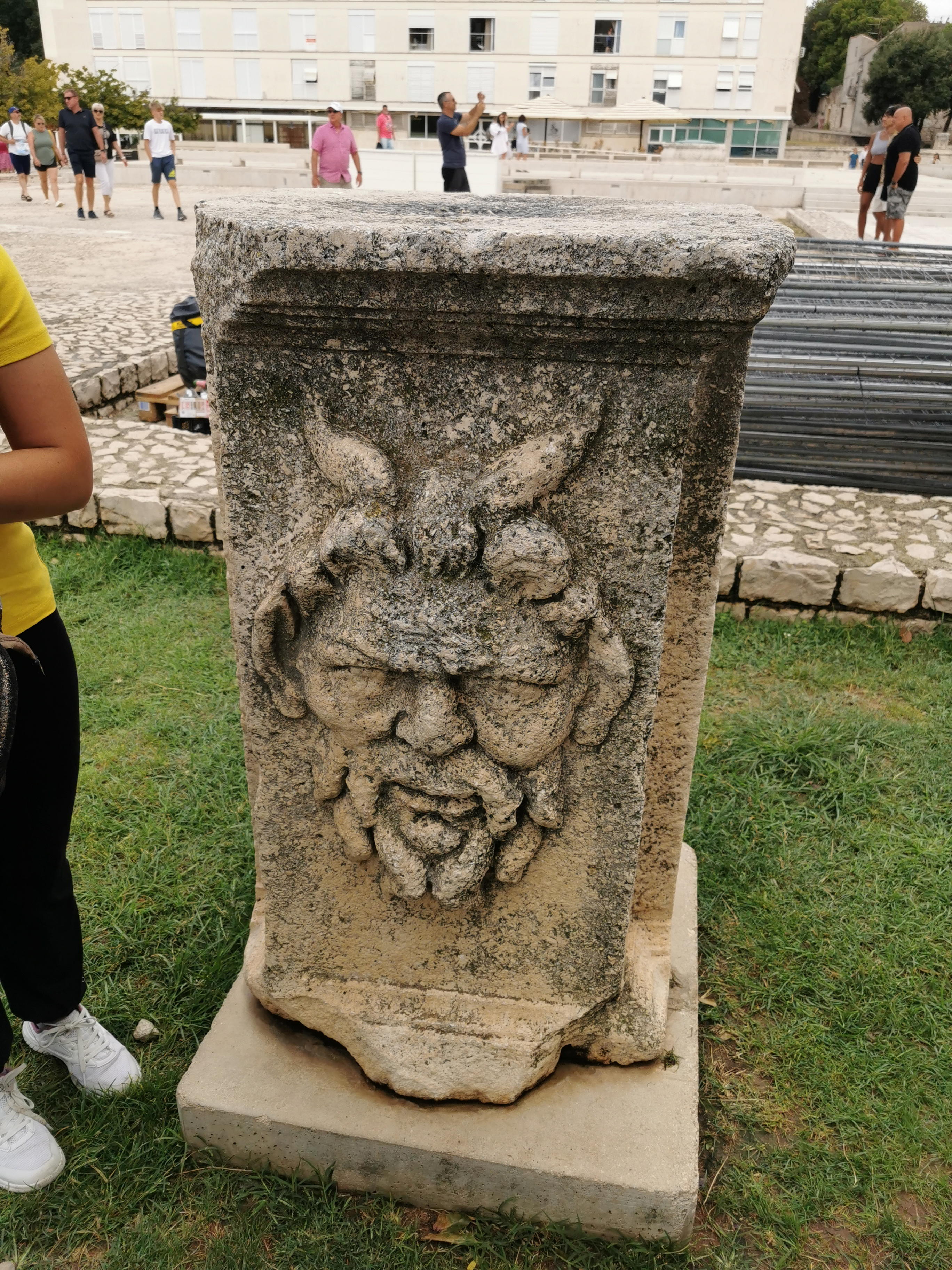
Sculpture, forum de Zadar
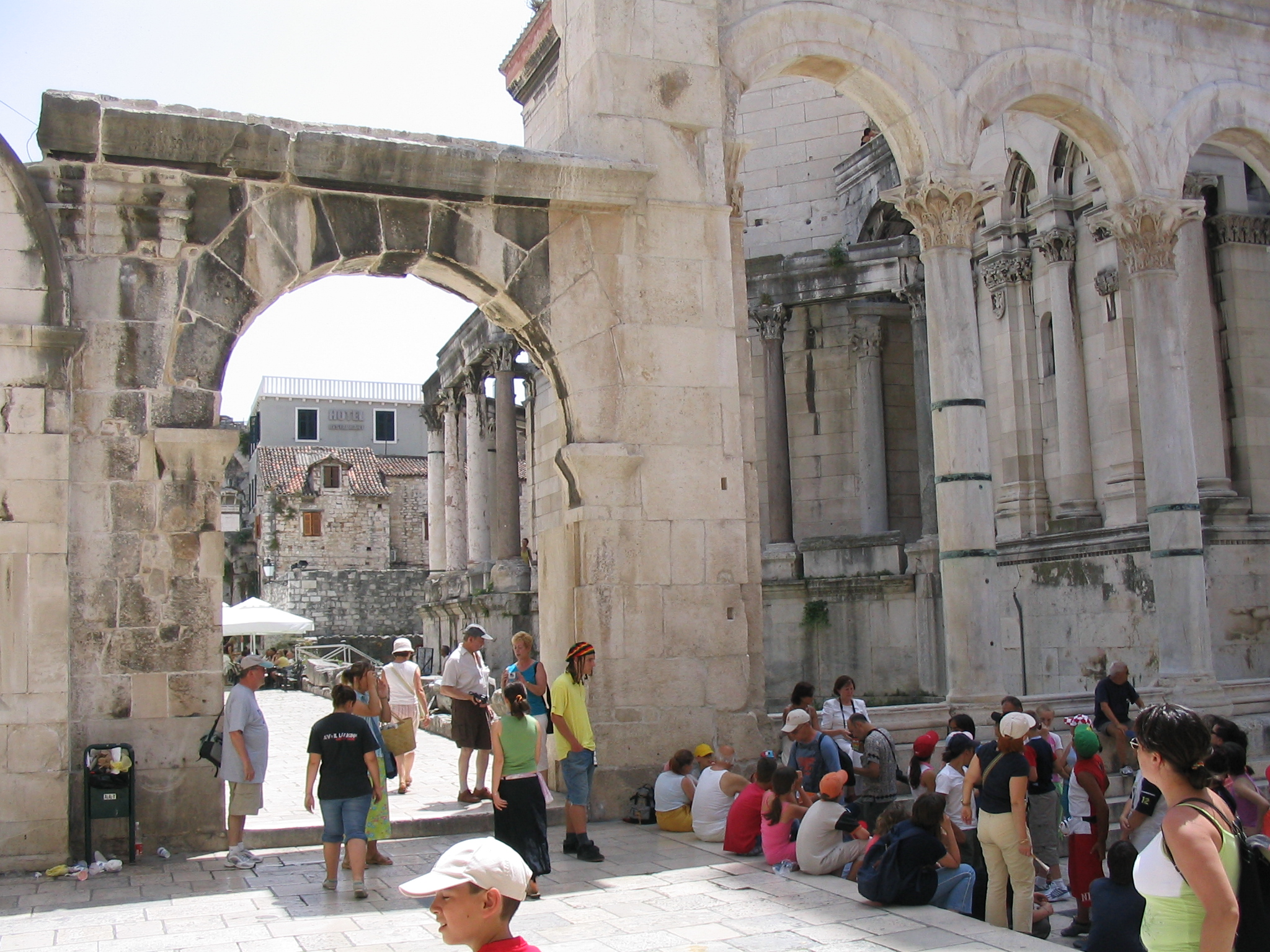
Palais de Dioclétien, Split
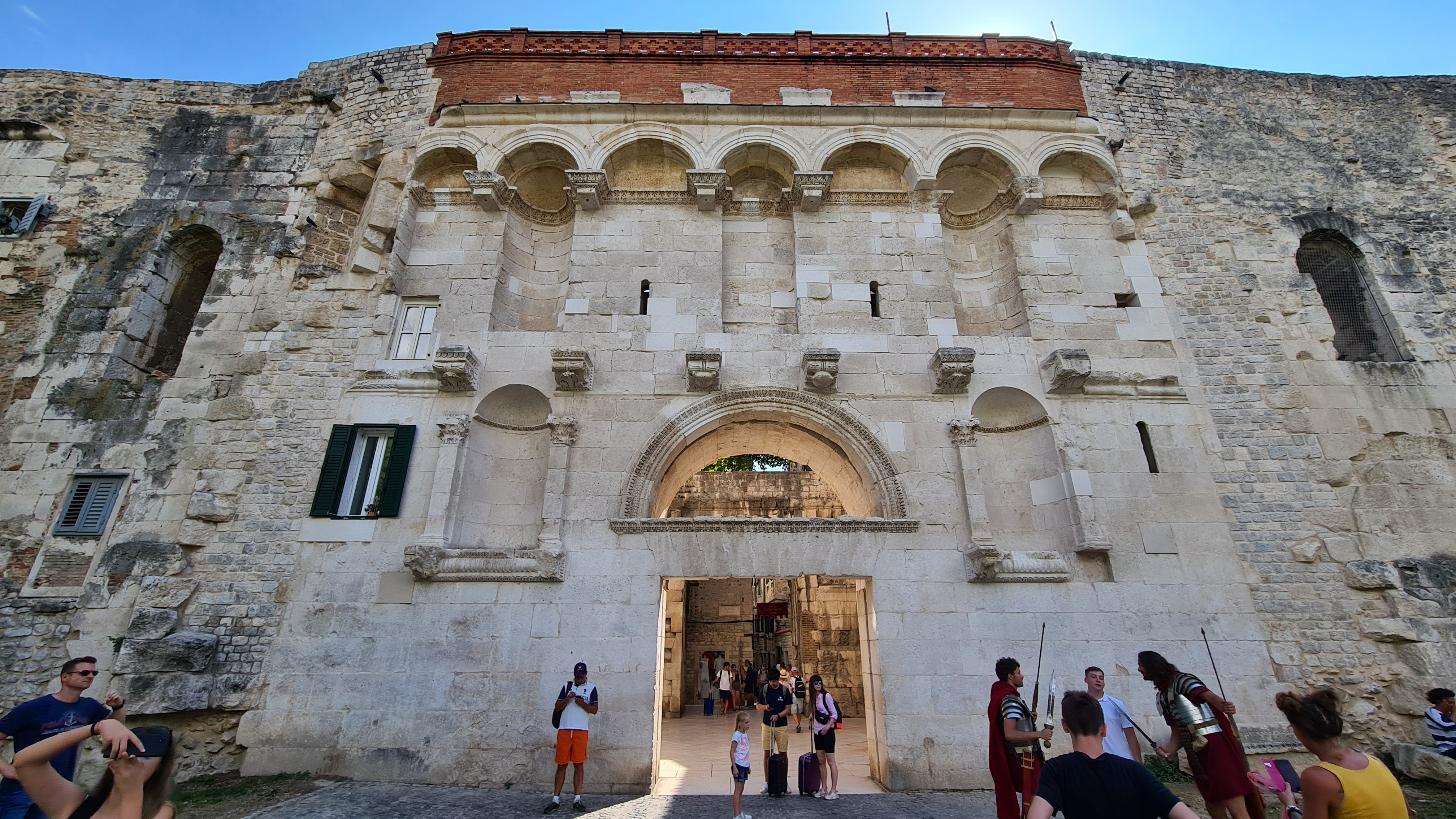
Porte Nord, Split

### Moyen Âge

#### Mouvements migratoires
Depuis la fin du IVe siècle et jusqu'à la fin du VIIe siècle, en Europe, prend place la période des « Grandes Invasions ». Elle se définit par de nombreux mouvements migratoires de populations se déplaçant de l’est vers l’ouest, et du nord vers le sud. En Dalmatie, et dans les régions limitrophes, cette période marque l’établissement successif des Lombards, des Avars, puis des Slaves.
Les Lombards, population germanique, s'installent au VIe siècle en Pannonie (la grande plaine pannonienne se situe autour de la Hongrie actuelle et englobe notamment le nord de la Croatie) en Italie. Puis les Avars, population nomade originaire de l’Altaï (en Russie actuelle) remplacent dès 568 les Lombards et s'installent en Pannonie. Enfin les Slaves, population originaire du nord de la mer Noire, arrivent en Dalmatie certainement au début du VIIe siècle.
Ces différentes populations sont donc amenées à coexister avec les Dalmates, qui sont des populations locales dont les langages proviennent d'une latinisation progressive des dialectes illyriens. Les Dalmates, souvent appelés « Romains » dans les sources de l'époque (en raison de leur culture romanisée), vivent alors principalement dans les cités du bord de la mer Adriatique, et gardent des liens étroits avec l'Empire romain d'Orient.

##### Conflits entre populations locales (Dalmates) et étrangères (Avars)
En 535, l’empereur byzantin Justinien Ier envoie le général Bélisaire contre le royaume Ostrogoth d’Italie. Au passage, Bélisaire ramène la Dalmatie dans l’Empire romain d'Orient, pour quelques années.

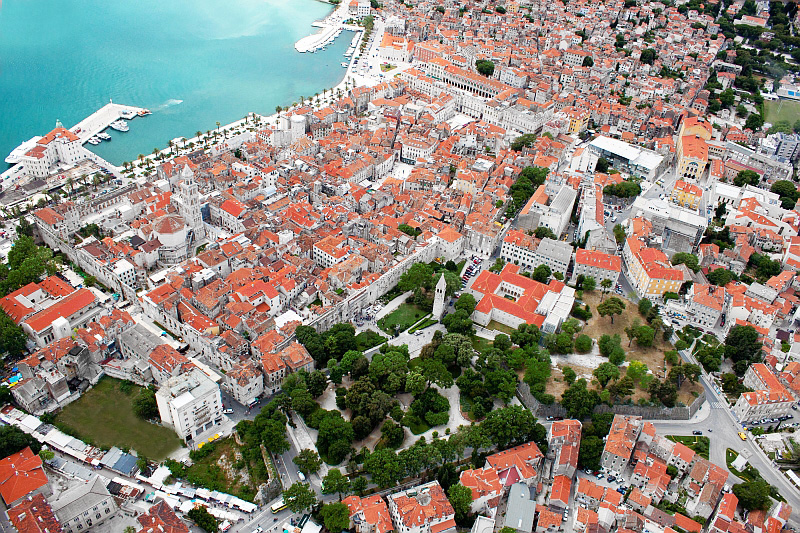
Vue aérienne de la ville de Split. La ville s'est donc développée à l'intérieur des remparts du palais de Dioclétien.

Les Avars, qui progressivement dominent la plupart des villes de Dalmatie au début du VIIe siècle, poussent les populations romanes (Dalmates) vers le littoral. En effet, la destruction de la cité dalmate de Salone (historiquement la capitale de la Dalmatie) par les Avars en 615 a contraint ses habitants à se réfugier à l'intérieur et autour du palais de Dioclétien — évènement fondateur de la ville de Spalato (Split).
D'autres réfugiés dalmates s'installent sur un îlot facile à défendre, contribuant à la fondation de Raguse (Dubrovnik). Quelques villes côtières comme Zara (Zadar) ou Traù (Trogir), ainsi que la plupart des îles, demeurent territoires de l'Empire romain d'Orient. Des bergers romanophones venus de l'intérieur (massifs de Romanija Planina, Stari Vlah et autres) s'y installent aussi , bientôt surnommés Morlaques (« Valaques de la mer »).
L'arrivée des Slaves méridionaux au début du VIIe siècle est providentielle pour l'Empire romain d'Orient en lutte contre les Avars (qui mènent de nombreuses attaques dans la région) : Constantin VII Porphyrogénète rédige, au Xe siècle un récit très élogieux sur l'histoire des Croates (origo gentis) : De administrando Imperio (DAI). Il s'agit de la seule source écrite dont nous disposons pour situer l'arrivée des Slaves en Dalmatie au VIIe siècle.

##### Arrivée des Slaves en Dalmatie
Depuis le IVe siècle, des hordes venues d’Asie (Huns, Avars, Obres, Ouïgours, et plus tard les Magyars) sont amenées à traverser le territoire d'origine des Slaves (nord de la Mer Noire) et à mener des opérations tantôt pacifiques ou violentes, qui provoquent des brassages, des séparations, et des migrations chez les populations slaves. De sorte que l’on observe, dès le VIe siècle, des flux migratoires slaves en direction de l’Europe centrale et des Balkans.

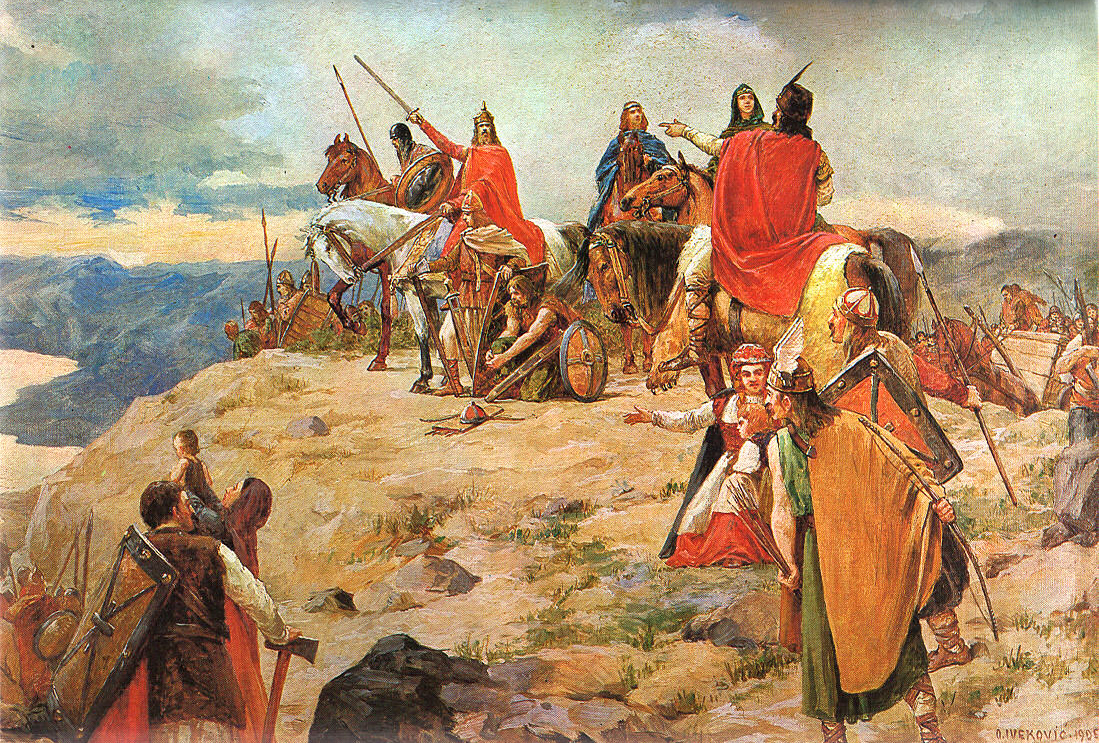
L'arrivée des Croates sur les rives de l'Adriatique.

Des populations slaves de plus en plus nombreuses s'installent dans l'arrière-pays de la Dalmatie au VIIe siècle et s'organisent en sklavinies, fédérées en une principauté de Dalmatie[réf. nécessaire].
Parmi les Slaves d'Europe, les Hrobates de Galicie se séparent en Bjalohrobates (ou « Croates blancs », qui restent sur place et participent à l’ethnogenèse des Polonais et des Rusyns (Ruthènes)) et Černohrobates (ou « Croates noirs », qui descendent vers le sud-ouest et, en 640, apparaissent en Pannonie). Il s'agit en tout cas ce récit que nous donne Constantin VII au Xe siècle : aucune autre source vient avérer ces informations.
Un premier knèze (« roi », ou « prince ») dalmatien, Radoslav, est attesté vers l'an 688[réf. nécessaire]. Ces knèzes règnent sur des populations « dalmatiennes » qui sont de langue slave, « dalmates » de la côte (ou «morlaques») et « valaques » des plateaux montagneux qui sont de langues romanes, et albanaises (« shqiptarët ») du sud de la région, qui sont de langue illyrienne. Progressivement, la langue slave méridionale du centre-ouest des Balkans se diffuse.

#### Christianisation des Slaves et entrée dans la chrétienté

##### Religion slave
Procope de Césarée dans De bello gothico (III, 14) nous informe au VIe siècle, que les Slaves (dont sont issus les Croates) pratiquent un polythéisme. Il est défini comme la croyance en une mythologie slave centrée sur un dieu de la foudre, et d’autres dieux. Il est également avancé que les Slaves vouent des cultes aux rivières et aux nymphes, et pratiquent des actes sacrificiels.

##### Christianisation des Slaves de Dalmatie
Nous savons que les Slaves sont arrivés en Dalmatie au début du VIIe siècle, et on présume qu’un processus de christianisation était alors déjà en cours par le biais de structures ecclésiastiques actives dans les villes dalmates.

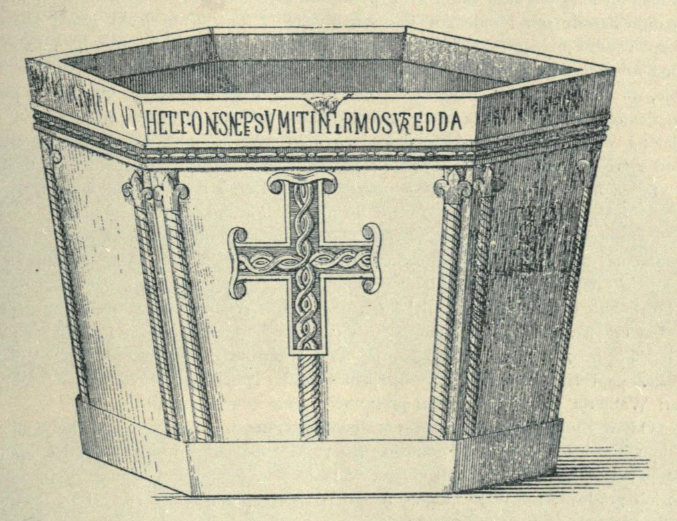
Illustration reproduisant les fonts baptismaux du knez Višeslav, vers 800. Monument conservé au musée archéologique de Split, Croatie.

Mais il n’en reste pas moins que le début de la christianisation croate peut être située au moins à partir du début du IXe siècle — comme tendent à le montrer les fonts baptismaux du prince Višeslav datant de cette époque. En effet, cette fontaine baptismale viendrait vers 800 commémorer le baptême du knez Višeslav. Certains chercheurs ont toutefois exprimé des doutes sur son authenticité.
Néanmoins, le passage en Dalmatie et en Pannonie au milieu du IXe siècle de Godescalc d’Orbais, qui a été moine à Fulda et à Orbais, avant de parcourir l'Italie et les Balkans pour prêcher, tend à montrer que le processus de christianisation était bien en cours à cette époque. Il est reçu à la cour du duc Trpimir Ier de 846 à 848, ce qui témoigne de l’ouverture de la société slave de Dalmatie à la religion chrétienne. De plus, nous savons que depuis le IVe siècle la ville d’Aquilée située au sein de la marche du Frioul (Empire carolingien) est le siège du patriarcat d’Aquilée, qui est un important centre de christianisation pour l’Italie nord-orientale et la Dalmatie.
En outre, un témoignage de Constantin VII Porphyrogénète nous informe que les Slaves de Dalmatie ont commencé à être christianisés « au temps de leur prince Porinos », après la mort d'un personnage nommé « Kotzillis » (Kocel ?). Or ce personnage a pu être assimilé à Cadolah (mort en 819).
On a donc un fort mouvement de christianisation du territoire dalmate au IXe siècle, ce qui lui permet par l’intermédiaire de Rome, de progressivement intégrer la chrétienté occidentale et d'éviter son déchirement entre les puissances franques et byzantines. L'accélération de la christianisation va de pair avec l'émergence d'entités politiques plus complexes.

#### Ethnogénèse des Croates (VIIe–Xesiècles)

##### Consolidation d'un espace culturel slave (VIIesiècle)
Après plusieurs années de conflits les Slaves « l’emportèrent et massacrèrent une partie des Avars, et contraignirent les autres à se soumettre ». Ainsi au cours du VIIe siècle la population slave s’est retrouvée dominante sur le territoire, avec une assimilation de populations avares. En témoigne le terme croate « Ban » utilisé à partir du VIIe siècle comme un titre de noblesse hérité du mot avar Bayan, illustrant l’assimilation des Avars au sein de la population slave.

##### La Dalmatie: entité vassale au sein de l'empire franc (803-828)
En effet dès la fin du VIIIe siècle — alors que la Dalmatie était jusque là majoritairement l’objet des influences de l’Empire romain d’Orient et du Khaganat avar — la majeure partie du territoire passe sous domination franque en 803.
Ce mouvement commence dans la décennie 790 qui aboutit en 796 par la victoire du roi Pépin d’Italie (fils de Charlemagne) sur le second Khaganat avar. En 799, Charlemagne envahit la Dalmatie, la contestant aux Byzantins, et la conquiert définitivement en 803. La victoire carolingienne sur les Avars (en 803), situés alors en Pannonie ne signifie pas la disparition des Avars, mais seulement marque la fin de leur pouvoir politique en Dalmatie.
L’invasion franque des cités côtières dalmates au début du IXe siècle provoque une guerre avec l’Empire byzantin, qui ne se résout qu’en 812 par la Paix d’Aix-la-Chapelle. L'Empire carolingien domine alors la majorité du territoire, et l’Empire romain d’Orient conserve une souveraineté sur certains espaces côtiers de Dalmatie : sur trois îles (Osor, Krk et Rab) et sur cinq cités (Zadar, Trogir, Split, Dubrovnik et Kotor).
Comme le montrent les Annales regni Francorum, au début du IXe siècle, ce territoire est dirigé depuis le Frioul par « Cadolah », qui est, en 818, « préfet des marches du Frioul ».
En 819, l'Empire carolingien envoie une armée contre une rébellion (rébellion de Ljudevit) menée par Ljudevit Posavski, qui était un duc vassal en territoire de Pannonie inférieure (entre la Drava et la Sava) - mais la répression militaire de la révolte est un échec. On assiste donc à une crise du maintien politique de la marche carolingienne en Dalmatie. En 822, les troupes de Ljudevit sont vaincues par le margrave du Frioul Balderic.
Toutefois en 826 les Bulgares prennent le contrôle du sud-est de la Pannonie, et mettent en échec le margrave Baldéric, qui est évincé de sa fonction en 828.
À partir de 828, l’Empire carolingien administre une réorganisation de la marche du Frioul et se désintéresse progressivement de la Dalmatie, ce qui donne donc l'opportunité aux différents duchés « croates » d’obtenir une autonomie relative.

#### Naissance de l'identité croate et émergence d'un État croate autonome (IXe–Xesiècles)
Vers le milieu du IXe siècle, on voit apparaître un terme désignant une identité croate dans une charte latine désignant Trpimir Ier comme Dux Chroatorum (Duc de Croatie) - alors que dans les manuscrits carolingiens du début du IXe siècle, ces populations étaient simplement nommées « Slaves ». Il n'est donc pas correct de parler d'un peuple « croate » avant cette époque. Selon Danijel Dzino la conscience d’une identité croate s’est construite au milieu du IXe siècle, grâce à l’apparition d’un nouveau système social, politique et culturel emprunté à l’Empire carolingien. Après 828, on voit apparaître une nouvelle élite héréditaire dans un espace compris entre Nin, Knin et Skradin. Ces individus ont été impliqués dans le système politique de la périphérie carolingienne avant 828. Dans une société de plus en plus imprégnée par la culture de l’Occident chrétien, ces élites ont tenté de mettre en évidence une identité ancienne qui les différencie des Francs, pour légitimer leur pouvoir.

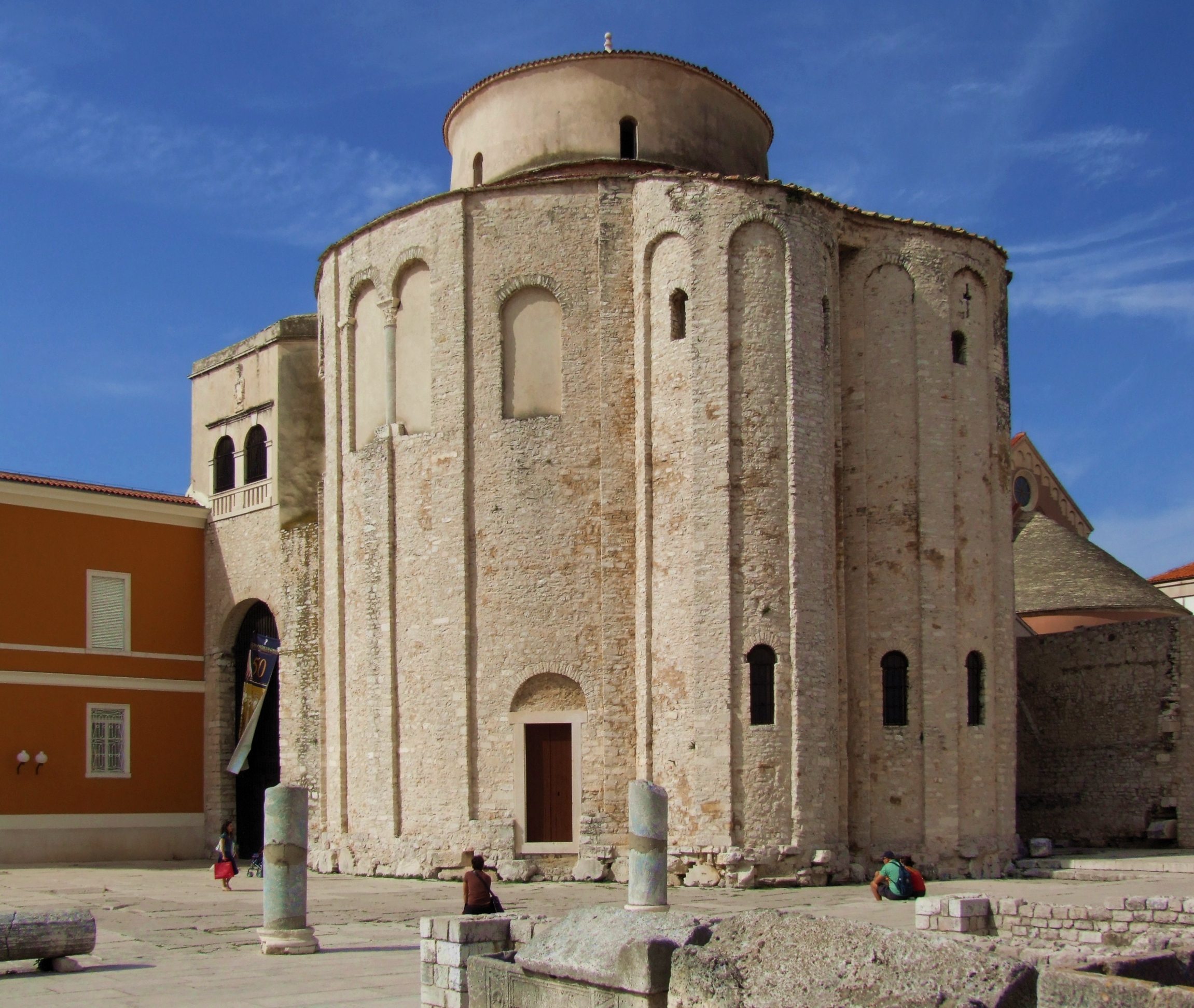
Eglise de Saint-Donat à Zadar (Croatie), datant du IXe siècle.

Au IXe siècle on observe l’émergence d’identités nouvelles à la fois sur le plan politique et religieux. Nous pouvons penser que cette ethnogenèse des Croates est également orientée par les différentes interactions avec les populations frontalières. Les Croates sont des Slaves aux limites de la chrétienté (voire des païens) pour les Francs, et ce sont des populations chrétiennes (selon le rite latin) imprégnées d’une culture franque pour les autres Slaves.
Cette ethnogenèse est accompagnée par un mouvement de statogenèse initié au IXe siècle. Ce mouvement aboutit au règne de Tomislav Ier (910-928) qui unifie le territoire occupé par les Croates en un seul État.
De plus on observe un rapprochement entre l'État croate et l'Empire romain d'Orient dans une lutte commune contre les Bulgares. L’étroite collaboration entre les deux entités politiques s’exprime notamment par l’accession de Tomislav Ier au poste de proconsul byzantin disposant du contrôle des cités-Etats de Dalmatie.

#### Le royaume de Croatie à partir duXesiècle
Le royaume de Croatie, incluant la Dalmatie continentale, eut plusieurs capitales successives : Biaći, Nin, Biograd, Šibenik, Knin, Split, Omiš, Klis et Solin. Au IXe siècle, un duché autonome se forme autour de Zadar qui est alors considérée comme la capitale de la Dalmatie. Lors du schisme entre chrétiens, les Croates choisissent le catholicisme et y sont demeurés fidèles depuis, au point que cette appartenance fait partie de leur identité.
En 1102, la Croatie, incluant la Dalmatie, s'unit à la Hongrie. De 1115 à 1420, la Dalmatie fut le théâtre de nombreuses confrontations, comme le siège de Zara et le traité de Zara, entre le Royaume hongro-croate et la république de Venise, qui avait hérité les îles dalmates de l'Empire byzantin. À la longue, par la guerre, la négociation ou l'achat, Venise finit par étendre son domaine en Dalmatie continentale, à l'exclusion de la république de Raguse (aujourd'hui Dubrovnik), restée autonome, mais également romane, avec sa propre langue, le ragusain.

### Période moderne

#### Les huit siècles vénitiens
En 1403, Ladislas de Durazzo, roi angevin de Naples et prétendant au trône de Hongrie-Croatie, renonce à ses droits sur la Dalmatie continentale en échange de 100 000 ducats, et Venise, déjà présente sur la côte et dans les îles depuis quatre siècles, s'agrandit alors à l'intérieur des terres, sans jamais parvenir à conquérir ni éliminer sa rivale Raguse. La Dalmatie vénitienne est gouvernée par un provéditeur-général.
De nombreux Vénitiens s'installent durant cette période dans les ports et les îles de la Dalmatie et le vénitien y remplace progressivement le dalmate. Venise ne perd définitivement la Dalmatie qu'avec sa propre indépendance, lors de sa conquête par Bonaparte en 1797. Toutefois, sous le régime vénitien, la langue croate a pu se développer en Dalmatie (y compris dans les îles) au même titre que l'italien, et des écoles, des publications y ont vu le jour. La langue dalmate, en revanche, n'était pas enseignée et a fini par disparaître.

#### Période napoléonienne
Après la chute de la république de Venise en 1797, pendant la Révolution française, la Dalmatie devient possession des Habsbourg d'Autriche par le traité de Campo-Formio. Cédée au royaume d'Italie sous tutelle française, elle est rattachée en 1809 aux Provinces illyriennes. Le maréchal Soult est titré duc de Dalmatie en 1808. Disputée entre les Empires français, russe et autrichien lors de la campagne de Dalmatie (1806-1814), elle fait finalement retour à l'Autriche au congrès de Vienne en 1815.

#### Période autrichienne
Sous le nom de royaume de Dalmatie, la province est rattachée directement à l'administration de Vienne. L'Autriche, plus encore que Venise, y favorise le développement de la culture croate, d'autant qu'elle y voit un moyen de limiter l'irrédentisme des Italiens de la côte. En 1816 la présence italienne dans la région était estimée à 20 %, en 1865 elle n’était plus que de 12,5 %.

#### Période yougoslave
Par le traité de Rapallo en 1920, à la suite de la défaite des puissances centrales dans la Première Guerre mondiale, la Dalmatie, à l'exception de la ville de Zadar (Zara) et de l'île de Lastovo (Lagosta), cédées à l'Italie, fut incluse avec le reste de la Croatie dans le royaume des Serbes, Croates et Slovènes, rebaptisé un peu plus tard royaume de Yougoslavie. Pendant la Seconde Guerre mondiale, les Italiens ont annexé de 1941 à 1943 certaines autres îles et une partie de la Dalmatie continentale, formant un gouvernorat de Dalmatie : un traité laisse le reste du territoire dalmate à l'État indépendant de Croatie d'Ante Pavelić, qui le contrôle en totalité après octobre 1943, à l'exception de la région de Zadar. En 1944–1945 les partisans yougoslaves reprennent la Dalmatie aux Oustachis d'Ante Pavelić. Entre 1945 et 1950, la minorité italienne est expulsée vers l'Italie (environ 30 000 personnes dont 20 000 de la ville de Zadar). En moins de dix ans la présence italienne en Dalmatie est pratiquement éradiquée. Après cette purification ethnique il ne reste aujourd'hui dans toute la Dalmatie que quelques centaines d'Italiens, derniers témoins d'une présence romane plus que millénaire.

#### La Dalmatie dans laguerre en Croatie(1991-1995)
En 1991, après que la Croatie a déclaré son indépendance vis-à-vis de la république fédérative socialiste de Yougoslavie, la région redevient un champ de bataille entre indépendantistes croates et pro-yougoslaves serbes : la flotte yougoslave fait le blocus des côtes et bombarde les ports. Le siège de Dubrovnik, d'octobre 1991 à mai 1992, cause à la ville des dommages considérables. La flotte yougoslave doit cependant ensuite se regrouper à Kotor, qui dépend de la république de Monténégro, fidèle à la Fédération. Mais une partie des unités, aux équipages majoritairement croates, se mutinent et préfèrent rejoindre la Croatie.
Le 17 août 1990 à Knin, sous l'impulsion du colonel Ratko Mladić nommé dans ce but dans cette ville, les Serbes, majoritaires en Dalmatie du nord, déclarent vouloir rester Yougoslaves et refusent que la Dalmatie du nord intègre la république de Croatie. Ils barrent les routes, coupant la liaison terrestre entre la Croatie du nord et le reste de la Dalmatie : c'est la « révolution des Rondins ». Lorsque la nouvelle police croate tente de dégager les routes, l'armée yougoslave (JNA) ouvre le feu contre elle. En 1991, les dirigeants serbes, alors dirigés par Milan Babić, expulsent les habitants croates (non sans violences) du nord de la Dalmatie, et le rattachent à la république serbe de Krajina autoproclamée, dont ils font de Knin la capitale. Ils légitiment cette proclamation par l'appartenance de la Krajina, à l'époque autrichienne, aux confins militaires des Habsbourg, à majorité serbe (bien que la Dalmatie et Knin n'en aient pas fait partie). Encerclée par l'Armée de la république de Croatie et par les troupes du Conseil croate de défense de Bosnie-Herzégovine (HVO), la république serbe de Krajina tombe (non sans morts) au cours d'une offensive menée en 1994-1995. Le 5 août 1995, Knin tombe aux mains de l'armée et de la police croates lors de l'opération Tempête (en croate, Oluja). Les habitants croates peuvent regagner leurs foyers, tandis que ce sont cette fois les Serbes — plus de 250 000 — qui sont chassés et qui se replient en république serbe de Bosnie.

#### La Dalmatie dans la république de Croatie
Après 1996 commence une période de reconstruction qui, à partir de 2000, permet un développement essentiellement axé sur le tourisme, qui n'est pas sans effet sur les ressources en eau et halieutiques, sur la qualité des eaux et la préservation des paysages.

## Économie
Les ressources de la Dalmatie sont l'industrie (constructions navales, métallurgie), ainsi que l'agriculture et la pêche, en déclin, tandis que dans les îles et sur la côte, le tourisme prend au contraire une très grande ampleur, avec un rythme de construction très rapide et des prix qui ne cessent de grimper.

## Culture et patrimoine
Au XVe siècle, les échanges culturels avec l'Italie étaient importants et le nom de Schiavone, « le Slavon », était donné en Italie aux personnes originaires de Dalmatie. C'est ainsi que le peintre Juraj Culinovic né en 1436/7 et mort en 1504, est connu en Italie sous le nom de Giorgio Schiavone. Il a été apprenti de Squarcione à Padoue de 1456 à 1459, puis est retourné en Dalmatie. En 1462, il se trouvait à Zadar et il épousa Jelena, fille du sculpteur Giorgio di Matteo. À partir de 1463 il habite Sebenico, tout en se rendant de temps en temps à Padoue.
Le mathématicien et astronome Roger Josip Bošković (1711–1787), né à Raguse (Dubrovnik), a fait ses premières études dans cette ville mais la plus grande partie de sa carrière s'est déroulée à l'étranger.
Le brudet, soupe ou ragoût de poisson, est un plat fréquemment préparé sur toute la côte adriatique croate, mais particulièrement apprécié en Dalmatie, dans les régions de Zadar, de Šibenik et de Split.

#### Périodes historiques
- Histoire de la Dalmatie (en)
- Colonisation grecque
- Liste de colonies antiques en Illyrie (en)
- Piraterie à l'époque hellénistique
- Province romaine d'Illyrie (-167..49, République romaine), renommée Dalmatie (49-454, Empire romain)
  - Province romaine d'Illyrie (Illyricum, de 27 AEC à 49/69/79)
  - Province romaine de Dalmatie (en) (32 AEC-481/482)
  - Cavaliers dalmates (en)
- Diocèse des Pannonies (314-440)
- Cités-États dalmates (en) (8, vers 250-450), de langue illyro-romane (en)
  -     - Jadera, Zara, Zadar
    - Spalatum, Spalato, Split
    - Crespa, Cherso, Cres
    - Arba, Arbe, Rab
    - Tragurium, Trau, Trogir
    - Vecla, Veglia, Krk
    - Ragusium, Ragusa, Dubrovnik
    - Cattarum, Cattaro, Kotor
    - puis Sebenico / Šibenik, Pag (ville) (île de Pag), Flumen / Fiume / Rijeka
- Dalmatie de Marcellinus (général du Ve siècle) (454-481), rallié à l'empereur Majorien (457-461)
- Royaume d'Odoacre (476-493)
- Royaume ostrogoth (493-553)
- Empire byzantin (535-800)
- Royaumes francs (800-810)
- Principautés : Dioclée (Diocléens (hr), Paganie (Narentins), Rascie, Travonie, Zachlumie
  - principauté serbe de Zachlumie (Hum, Chelm, Chelmia) : Miroslav de Hum (?-vers 1190)
- Thème byzantin de Dalmatie (vers 870-1060, capitale Zadar)
- Principauté de Dalmatie (Duché de Croatie, 626-925), Dalmatian Croatia / Dalmatinska Hrvatska, Littoral Croatia / Primorska Hrvatska
- Guerres vénéto-croates (650c-1358)
- Alphabet glagolitique
- Diocèse catholique de Nin (en) (870c-1771), Grégoire de Nin (850c-930c)
- Piraterie au Moyen Âge, dont les Narentins
- Marche d'Istrie (1040-1918) (Saint-Empire romain germanique, Terre de la Couronne, Autriche-Hongrie)
  - devenue Vénétie julienne (Julijska krajina, 1923-1945) : province de Pola, province du Carnaro, province de Trieste
  - Question de Trieste, histoire de Trieste, ancienne Tergeste
  - Patriarcat d'Aquilée (1077-1420)
  - Istrie, province éphémère du Premier Empire français
- Croatie unie à la Hongrie (1102-1527)
- République de Venise (1202-1358) (Stato da Màr (1000-1797))
  - Traité byzantino-vénitien (1082)
  - Diocèse catholique romain de Hvar-Brač-Vis (en) (1147)
  - Diocèse catholique romain de Korčula (en) (1300-1828)
  - Code de droit de Vinodol (en) (compilé en 1288)
- Peste noire (1347-1349)
- République de Raguse (1358-1808)
- Dalmatie vénitienne (en) (1409-1797), royaume de Dalmatie (1797-1805)
- Possession du royaume d'Italie (1805-1814)
- Campagne de Dalmatie (1806-1807), campagne de Dalmatie (1809)
- Provinces illyriennes (1809-1813/1814, Premier Empire français), dont l'éphémère province de Dalmatie
- Nationalisme romantique, nationalisme ethnique, Dalmatianisme (en), revendication des particularités de Dalmatie
- Royaume de Dalmatie (1815-1918)
- État des Slovènes, Croates et Serbes (1918)
- Royaume des Serbes, Croates et Slovènes (1918-1929)
- Royaume de Yougoslavie (1929-1941/1945)
- Gouvernorat italien de Dalmatie (1941-1943, République sociale italienne), camp de concentration de Slana (1941)
- Zone d'opérations de la côte Adriatique (1943-1945)
- Exode d'Istrie et de Dalmatie (1943-1960)
- République fédérative socialiste de Yougoslavie (1945-1992)
- République de Croatie (1992-présent), et une partie en république de Bosnie-Herzégovine (1992-1995), devenue république de Bosnie-Herzégovine (1995-présent)

#### Autres
- Slaves, Sklavinies
- Dalmates-Italiens (en), irrédentisme italien en Dalmatie (en)
- Dalmate
- Dalmatien
- Dalmatique
- Zagora
- Photo-guide naturaliste sous-marin de la Dalmatie (Croatie)